# MUSE (sonde spatiale)
MUSE (en anglais : Mission to Uranus for Science and Exploration) est une proposition européenne pour une mission dédiée à la planète Uranus pour étudier son atmosphère, sa structure interne, ses satellites naturels, ses anneaux et sa magnétosphère,. Il est proposé de lancer la sonde en 2026 à l'aide d'une Ariane 6, elle voyagerait pendant 16,5 ans pour atteindre Uranus en 2044 et fonctionnerait jusqu'en 2050.
Le Centre européen des opérations spatiales surveillerait et contrôlerait la mission, tout en fournissant les données récoltées brutes. En 2012, le coût était estimé à 1,8 milliard d'euros. La mission aborde les thèmes du Programme Cosmic Vision 2015-2025. Elle a été conçu comme une mission phare de classe L[C'est-à-dire ?] ; cependant, elle est limitée par le besoin en générateur thermoélectrique à radioisotope (RTG). MUSE a également été analysée aux États-Unis en tant que mission de classe Enhanced New Frontiers en 2014.

## Orbiteur

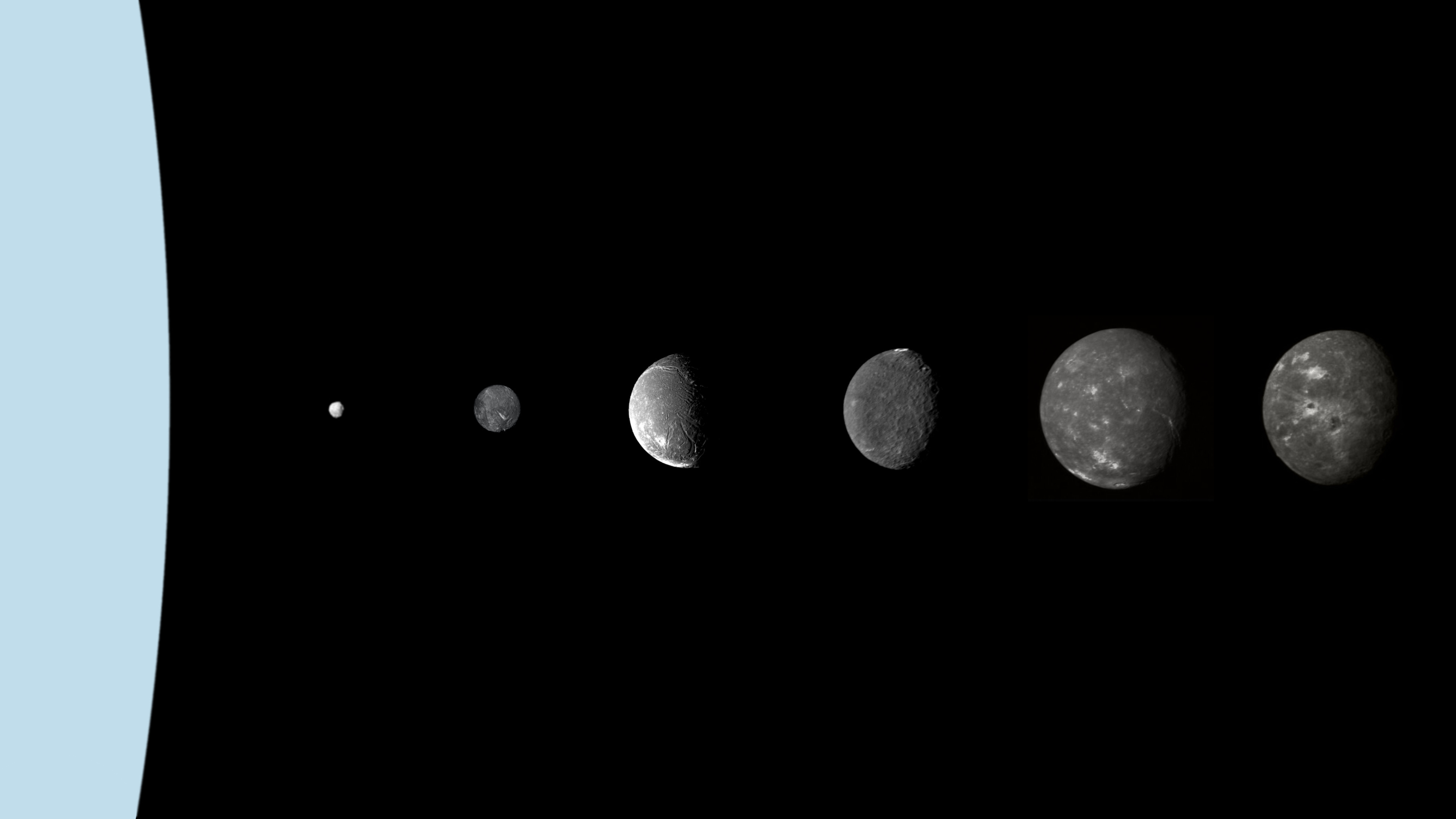
Uranus et ses six plus grandes lunes. De gauche à droite : Puck, Miranda, Ariel, Umbriel, Titania et Obéron

La phase scientifique de l'orbiteur consisterait en la phase Uranus Science Orbit (USO) d'environ 2 ans sur une orbite polaire hautement elliptique pour fournir les meilleures données gravimétriques, au cours de laquelle 36 orbites d'Uranus seraient effectuées.
Par la suite, l'orbiteur entamerait une phase Moon Tour (MT), qui durerait trois ans. Pendant cette phase, le périastre serait augmenté, permettant neuf survols de chacune des cinq lunes majeures d'Uranus : Miranda, Ariel, Umbriel, Titania et Obéron.
En raison de la grande distance du Soleil (20 UA en moyenne), l'orbiteur ne pourrait pas utiliser de panneaux solaires, nécessitant à la place quatre générateurs Stirling à radio-isotope avancés (ASRG) développés par l'ESA,. Le système de propulsion pour le transfert Terre-Uranus serait chimique : une combinaison propulsive de monométhylhydrazine et d'oxydes mixtes d'azote (MMH/MON) est prévue.

## Sonde atmosphérique
Comprendre pourquoi Uranus émet une si petite quantité de chaleur ne peut se faire que dans le cadre d'une modélisation thermodynamique de l'atmosphère (densité, pression et température). Par conséquent, l'atmosphère doit être caractérisée à la fois du point de vue de la composition et du point de vue thermodynamique. Les informations chimiques à récupérer sont les concentrations en éléments chimiques, en particulier les rapports isotopiques et les gaz nobles, en combinaison avec des informations concernant la distribution des particules d'aérosol avec la profondeur.
Vingt jours avant l'entrée, la sonde atmosphérique se séparerait de l'engin spatial et entrerait dans l'atmosphère extérieure d'Uranus à une altitude de 700 km à 21,8 km/s. Il descendrait en chute libre et effectuerait des mesures atmosphériques pendant environ 90 minutes jusqu'à un maximum de 100 bars (1 450 psi),.

## Instruments proposés
La masse totale réservée pour les instruments scientifiques est de 150 kg ; si tous les instruments proposés sont sélectionnés, ils totaliseront une masse totale de charge utile de 108,4 kg.

## MUSEcomme nouvelle missionNew Frontiers
En 2014, un article est publié considérant MUSE sous les contraintes d'une mission améliorée New Frontiers. Cela comprenait un plafond de coût de 1,5 milliard de dollars américains, et l'une des grandes différences est l'utilisation d'une fusée Atlas V 551.